# Dumb and Dumber
Pour les articles homonymes, voir Dumb and Dumber (homonymie).
Série
Dumb and Dumberer : Quand Harry rencontra Lloyd
(2003)
Pour plus de détails, voir Fiche technique et Distribution.
Dumb and Dumber ou La Cloche et l'Idiot au Québec est une comédie américaine des frères Farrelly, sortie en 1994.

## Synopsis
Lloyd Christmas est chauffeur de limousine à Providence aux États-Unis. Il tombe sous le charme d'une cliente qu'il emmène à l'aéroport : Mary Swanson. À l'aéroport, elle laisse derrière elle une mallette qui contient l'argent de la rançon pour son mari kidnappé. Lloyd, imaginant qu'elle l'oublie, s'en empare avant les ravisseurs.
Lloyd habite avec Harry Dunne. Ayant tous les deux perdu leur travail dans la journée, ils décident de rejoindre Mary pour lui remettre la mallette. Sachant qu'elle doit s'y rendre, ils prennent la route pour Aspen au Colorado, qui est à plus de 3 000 kilomètres de route, ignorant qu'ils sont suivis par les ravisseurs.

## Fiche technique
- Titre original et français : Dumb and Dumber
- Titre québécois : La Cloche et l’Idiot
- Réalisation : Peter Farrelly, Bobby Farrelly (non crédité)
- Scénario : Peter et Bobby Farrelly, Bennett Yellin
- Direction artistique : Arlan Jay Veeter sous la direction de Sidney J. Bartholomew Jr
- Décors : Bradford Johnson
- Costumes : Mary Zophres
- Maquillages : Matthew Mungle (en) pour  W.M. Creations
- Photographie : Mark Irwin
- Montage : Christopher Greenbury
- Effets spéciaux : Franck Ceglia
- Son : Tim Gedemer
- Musique : Todd Rundgren
- Production : Brad Krevoy (en), Steven Stabler, Charles B. Wessler (en), Bradley Jenkel, Chad Oman (it), Ellen Dumouchel, Gerald T. Olson (en), Aaron Meyerson, Bobby Farrelly, Tracie Graham-Rice et Bradley Thomas
- Sociétés de production : New Line Cinema et Motion Picture Corporation of America (en)
- Distribution : New Line Cinema (États-Unis), AMLF (France)
- Budget : 16 000 000 $
- Pays de production :  États-Unis
- Langue : anglais
- Format : couleurs (Film House) - 1,85:1 - stéréo (Dolby Digital par EFX) - 35 mm - filmé avec du matériel Panavision
- Genre : comédie
- Durées : 107 minutes (version cinéma) / 113 minutes (version longue)
- Dates de sortie[1] :
  - États-Unis : 6 décembre 1994 (première à Hollywood), 16 décembre 1994 (sortie nationale)
  - Royaume-Uni : 7 avril 1995
  - France : 14 juin 1995
- Classification :
  - États-Unis : PG-13, accord parental recommandé, film déconseillé aux moins de 13 ans[2].
  - France : tous publics (visa d'exploitation CNC no 87595 délivré le 4 avril 1995[3]).

## Distribution
- Jim Carrey (VF : Emmanuel Curtil ; VQ : Daniel Picard) : Lloyd Christmas
- Jeff Daniels (VF : Dominique Collignon-Maurin ; VQ : Sébastien Dhavernas) : Harry Dunne
- Lauren Holly (VF : Anne Rondeleux ; VQ : Anne Bédard) : Mary Swanson
- Mike Starr (VF : Joël Zaffarano ; VQ : Yves Corbeil) : Joe « Mental » Mentalino
- Karen Duffy (VQ : Aline Pinsonneault) : J. P. Shay
- Charles Rocket (VQ : Hubert Gagnon) : Nicholas Andre
- Victoria Rowell (VF : Emmanuèle Bondeville ; VQ : Marie-Andrée Corneille) : Beth Jordan, l'agent spécial du FBI
- Hank Brandt (VF : Robert Party) : Karl Swanson
- Teri Garr (VF : Maria Tamar) : Helen Swanson
- Brad Lockerman (VF : Patrick Mancini ; VQ : Benoît Rousseau) : Bobby Swanson
- Felton Perry (VF : Guillaume Orsat ; VQ : Hubert Fielden) : Détective Dale
- Joe Baker : Barnard, le maitre d’hôtel à Aspen
- Rob Moran (VQ : Pierre Auger) : le barman de l'hôtel à Aspen
- Cam Neely (VQ : Benoît Rousseau) : Gaspard, le loubard (Grand Max en VQ)
- Lin Shaye : Mme Neugeboren
- Harland Williams (VQ : Gilbert Lachance) : le motard de la police d’État
- Brady Bluhm (VF : Hervé Grull) : Billy, le petit aveugle
- Fred Stoller (VF : Patrick Mancini ; VQ : Jacques Lavallée) : l'homme anxieux de la cabine téléphonique
- Connie Sawyer : la vieille dame

 Sources et légende  : version française (VF) sur RS Doublage et version québécoise (VQ) sur Doublage Québec

## Bande originale
- Boom Shack-a-lack interprété par Apache Indian
- Get Ready interprété par The Proclaimers
- Insomniac interprété par Echobelly
- To Much of a Good Thing interprété par |The Sons et Bret Reilly
- The Bear Song interprété par Green Jellÿ
- Take interprété par The Lupins
- The Ballad of Peter Pumpkinhead et Mmm Mmm Mmm Mmm interprétés par Crash Test Dummies
- Where I Find my Heaven interprété par The Gigolo Aunts
- Country Adagio interprété par Ian Hughues
- Oh, Pretty Woman interprété par Roy Orbison
- New Age Girl interprété par Dead Eye Dick
- If You Don't Love Me (I'll Kill Myself) interprété par Pete Droge
- Can We Still Be Friends interprété par Todd Rundgren
- Rollin' Down The Hill interprété par The Rembrandts
- Hip Hop Solution et Rap Silly interprétés par Ray Colcord
- Red Right Hand interprété par Nick Cave and the Bad Seeds
- Permanent Vacation interprété par Tom Wolfe
- 2 Ft. O'Butt Crack interprété par Circle The Wagon
- The Rain, The Park and Other Things interprété par The Cowsills
- Hurdy Gurdy Man interprété par The Butthole Surfers
- Crash (The 95’ Mix) interprété par The Primitives
- You Sexy Thing interprété par Deee-Lite
- Endangered Species interprété par Ray Colcord et Joe E. Rand
- Should Have Now interprété par Michael Alan Lerner et Sander Selover
- Whiney Whiney (Things That Make Me Crazy) interprété par Willi One Blood

## Lieux de tournage
- Colorado : Aspen, Breckenridge, Copper Mountain, Estes Park, Fort Morgan, Denver
- Utah : Heber City, Lakepoint, Orem, Park City, Provo, Salt Lake City
- Rhode Island : Providence
- Vermont

## Réception

### Accueil critique
Lors de sa sortie en salles, Dumb and Dumber a rencontré un accueil mitigé des critiques professionnels : 67 % des 52 critiques collectés par le site Rotten Tomatoes sont favorables, pour une moyenne de 5,9⁄10, tandis qu'il obtient un score moyen de 41⁄100 sur le site Metacritic, pour 14 critiques collectés. Depuis, il a acquis le statut de film culte. Du côté des spectateurs, ceux interrogés sur CinemaScore ont attribué au film une note moyenne de « B » sur une échelle de A + à F

### Box-office
Distribué dans 2 447 salles aux États-Unis, Dumb and Dumber prend directement la première place du box-office avec 16 363 442 $ le week-end de sa sortie. Il reste en tête lors de sa première semaine d'exploitation et durant les trois semaines suivantes, en ayant engrangé un total de 81 513 096 $. Il n'est jamais distribué au-delà de 2 565 salles et rapporte un total de 127 175 374 $ au box-office américain, ce qui en fait un succès commercial si on compare ce résultat au budget de 17 000 000 $ et lui valant de se classer en sixième place des meilleures recettes de 1994. Le succès se confirme à l'étranger où le film récolte 120 100 000 $, portant le total des recettes mondiales à 247 275 374 $, lui permettant de se hisser en septième position des meilleures recettes mondiales de 1994. En France, Dumb and Dumber prend la seconde place du box-office derrière La Haine avec 164 756 entrées dans 234 salles. Il n'est jamais distribué au-delà de 254 salles et totalise 636 665 entrées en fin d'exploitation.
| Pays ou région    | Box-office      | Date d'arrêt du box-office | Nombre de semaines |
| ----------------- | --------------- | -------------------------- | ------------------ |
| États-Unis Canada | 127 175 374 $   | 13 juillet 1995            | 30                 |
| France            | 636 665 entrées | 11 juillet 1995            | 4                  |
| Total mondial     | 247 275 374 $   | -                          | -                  |

## Adaptation télévisée
Le film est adapté en série d'animation en 1995 par Hanna-Barbera dans Dumb and Dumber.

## Autour du film
- Le choix des prénoms des deux héros, Harry et Lloyd, est un hommage à la star comique du cinéma muet Harold Lloyd.
- L'hôtel Danbury, où séjournent les deux compères, est en fait le Stanley Hotel, situé à Estes Park dans le Colorado, qui inspira à Stephen King le roman Shining, l'enfant lumière.
- D. B. Weiss et David Benioff ont été surnommés Dumb and Dumber par les fans mécontents lors de la diffusion de la dernière saison de Game Of Thrones[16].
- Le film comporte bon nombre de faux raccords[17] :
  - Lorsque Lloyd conduit Mary à l'aéroport, on peut apercevoir derrière la limousine un autre conducteur tournant fortement son volant de droite à gauche et vice-versa alors que la route est droite.
  - Quand Lloyd et Harry roulent sur le périphérique pour sortir de leur ville en direction d'Aspen, un plan intérieur montre les deux hommes plaisanter ensemble. En réalité, il s'agit d'un moment de pause entre les deux acteurs tandis que la caméra continue de tourner. De plus, on peut apercevoir la main du technicien qui tire un peu le rideau de la cabine de la camionnette.
  - Lorsque Lloyd urine dans les toilettes de l'aire de l'autoroute, il aperçoit le message « For manly love, be here march 25th at 2:15 am sharp » (en français : « Si tu aimes les hommes, rendez-vous le 25 mars à 2 h 15 du matin précises »). Au moment où l'auteur du message (Gaspard) débarque, Lloyd se plaque contre le mur qui paraît faux. De plus, le message a légèrement changé. On peut lire : « meet me » au lieu de « be here ». Le gros plan de la montre de Lloyd a été en fait réalisé avec un faux bras géant doté d'une montre de la taille d'une horloge car la caméra ne pouvait effectuer un mouvement aussi précis près d'un vrai bras.
  - Au moment où Lloyd et Harry ont le gangster Mentalino à leur bord, Lloyd demande à Harry s'il connaît « le bruit le plus agaçant du monde » (une improvisation de dernière minute lors du tournage du plan). Jeff Daniels se demande ce que Jim Carrey va faire et ce dernier se met à hurler. Le plan est coupé au moment où Daniels commence à se plier de rire.
  - Lorsque Lloyd et Harry se disputent dans une aire extérieure, morts de froid, on peut apercevoir que la neige est en réalité de la moquette.
  - Lors du gala de charité, Lloyd et Harry font leur entrée où ils sont accueillis par Nicholas Andre. Peu après, celui-ci est rejoint par J.P. Shay qui lui révèle que ce sont les deux hommes qu'ils recherchent. Ensuite, Andre prononce un discours puis, une fois celui-ci terminé, réapparaît à sa place d'origine avec Shay.
  - Le lendemain du gala, lorsqu'Andre et Shay discutent ensemble, on peut vaguement remarquer un objet bouger sur la route. En fait, la scène était à l'origine plus longue et l'objet en question se révélait être une malle dans laquelle le mari de Mary est enfermé. Le captif tente de s'échapper mais est repéré par Nicholas.
  - Dans le bar de l'hôtel où Lloyd est censé avoir un rendez-vous avec Mary, lorsqu'une cliente s'assied à côté de Lloyd, l'actrice se retient de rire en apercevant une grimace improvisée de Jim Carrey. Un peu plus tard, Lloyd attrape le barman par le col avec sa main gauche puis, au changement de plan, le tient avec sa main droite.
  - Lorsque Nicholas pointe son arme sur Lloyd après avoir tiré sur Harry, la culasse de l'arme est en arrière (ce qui normalement indique que le chargeur est vide) puis, au changement de plan, est rabattue en avant. Peu après, Harry se relève bien vivant, ouvre sa chemise et montre qu'il porte un gilet pare-balles. Si le vêtement comporte les impacts de balles, le gilet apparaît intact.

## Suites
- Une préquelle, sans Jim Carrey ni Jeff Daniels, est sortie en 2003 : Dumb and Dumberer : Quand Harry rencontra Lloyd. Eric Christian Olsen incarne Lloyd Christmas alors que Derek Richardson reprend le rôle de Harry Dunne.
- La suite du film original, Dumb and Dumber De (2014), réunit de nouveau Jim Carrey et Jeff Daniels. Le reste de la distribution comprend également Laurie Holden, Kathleen Turner et Bill Murray.